# USS Gilmore (DE-18)
USS Gilmore (DE-18) là một tàu hộ tống khu trục lớp Evarts được Hải quân Hoa Kỳ chế tạo trong Chiến tranh Thế giới thứ hai. Nó là chiếc tàu chiến duy nhất của Hải quân Mỹ được đặt theo tên Trung tá Hải quân Walter William Gilmore (1895-1942), sĩ quan quân nhu hải quân phối thuộc cùng tàu sân bay Lexington (CV-2), đã tử trận khi Lexington bị đánh chìm trong Trận chiến biển Coral ngày 8 tháng 5 năm 1942. Nó đã phục vụ cho đến khi chiến tranh kết thúc, xuất biên chế vào ngày 29 tháng 12 năm 1945 và xóa đăng bạ vào ngày 21 tháng 1 năm 1946. Con tàu bị bán để tháo dỡ vào ngày 1 tháng 2 năm 1947. Gilmore được tặng thưởng một Ngôi sao Chiến trận do thành tích phục vụ trong Thế Chiến II.

## Thiết kế và chế tạo
Những chiếc thuộc lớp tàu khu trục Evarts có chiều dài chung 289 ft 5 in (88,21 m), mạn tàu rộng 35 ft 1 in (10,69 m) và độ sâu mớn nước khi đầy tải là 8 ft 3 in (2,51 m). Chúng có trọng lượng choán nước tiêu chuẩn 1.140 tấn Anh (1.160 t); và lên đến 1.430 tấn Anh (1.450 t) khi đầy tải. Hệ thống động lực bao gồm bốn động cơ diesel General Motors Kiểu 16-278A nối với bốn máy phát điện để vận hành hai trục chân vịt; công suất 6.000 hp (4.500 kW) cho phép đạt được tốc độ tối đa 21 kn (24 mph; 39 km/h), và có dự trữ hành trình 4.150 nmi (4.780 mi; 7.690 km) khi di chuyển ở vận tốc đường trường 12 kn (14 mph; 22 km/h).
Vũ khí trang bị bao gồm ba pháo 3 in (76 mm)/50 cal trên tháp pháo nòng đơn có thể đối hạm hoặc phòng không, một khẩu đội 1,1 inch/75 caliber bốn nòng và chín pháo phòng không Oerlikon 20 mm. Vũ khí chống ngầm bao gồm một dàn súng cối chống tàu ngầm Hedgehog Mk. 10 (có 24 nòng và mang theo 144 quả đạn); hai đường ray Mk. 9 và tám máy phóng K3 Mk. 6 để thả mìn sâu.
Nguyên được dự định chuyển giao cho Hải quân Hoàng gia Anh, Gilmore được đặt lườn như là chiếc HMS Halder (BDE-18) tại Xưởng hải quân Mare Island, ở Vallejo, California vào ngày 1 tháng 4 năm 1942. Nó được hạ thủy vào ngày 22 tháng 10 năm 1942, và được đỡ đầu bởi bà Otis J. Boyer. Tuy nhiên kế hoạch chuyển giao bị hủy bỏ, nên con tàu quay trở lại sở hữu của Hoa Kỳ và đổi tên thành Gilmore vào ngày 19 tháng 2 năm 1943. Nó nhập biên chế cùng Hải quân Hoa Kỳ vào ngày 17 tháng 4 năm 1943 dưới quyền chỉ huy của Hạm trưởng, Thiếu tá Hải quân S. C. Small.

## Lịch sử hoạt động

### Bắc Thái Bình Dương, 1943-1944
Gilmore tiến hành chạy thử máy và huấn luyện tại khu vực San Diego, California, rồi hộ tống các tàu vận tải chở quân di chuyển từ San Francisco đến Trân Châu Cảng từ ngày 28 tháng 6 đến ngày 8 tháng 7, 1943. Nhiệm vụ tiếp theo của nó là hộ tống chiếc tàu tiếp liệu tàu ngầm Beaver (AS-5) khởi hành từ San Francisco vào ngày 20 tháng 9 để đi đến đảo Attu thuộc quần đảo Aleut. Lên đường trong thành phần Đội hộ tống khu trục 14, nó đảm nhiệm việc hộ tống cho chiếc tàu khảo sát USS Surveyor (1917) thuộc cơ quan Khảo sát Trắc địa Quốc gia Hoa Kỳ từ ngày 18 đến ngày 29 tháng 10. Trong ba tháng tiếp theo, nó phục vụ hộ tống các đoàn tàu vận tải đi lại giữa các cảng Alaska cho đến ngày 20 tháng 1, 1944, rồi phục vụ tìm kiếm và giải cứu (SAR: Search and Rescue) cho Không đoàn 4 Hạm đội ngoài khơi bờ biển đảo Attu cho đến ngày 1 tháng 2.
Rời Attu ba ngày sau đó hộ tống cho các tàu buôn đi Adak, Alaska, Gilmore sau đó tiếp tục hộ tống cho tàu chở dầu USS Tippecanoe (AO-21) và SS Henry Failing đi Xưởng hải quân Puget Sound tại Bremerton, Washington, đến nơi vào ngày 16 tháng 2. Nó quay trở lại Dutch Harbor vào ngày 1 tháng 3, và trong giai đoạn cho đến ngày 20 tháng 4 đã hoàn thành thêm chín lượt hộ tống tàu bè đi lại giữa cảng này và Attu.
Rời Dutch Harbor vào ngày 23 tháng 4, Gilmore cùng tàu chị em Edward C. Daly (DE-17) hộ tống các tàu buôn đi đến Kodiak. Gần nữa đêm ngày 25 tháng 4, màn hình radar của Gilmore hiển thị tín hiệu một tàu ngầm trên mặt nước vừa lặn xuống, rồi nó tiếp tục dò được mục tiêu qua tín hiệu sonar, nên nó đã tấn công hai lượt bằng mìn sâu. Nó lại dò được mục tiêu lúc 00 giờ 10 phút ngày 26 tháng 4, nên tiếp tục tấn công với sáu quả mìn gần vị trí dự đoán chiếc tàu ngầm đối phương, và sau năm phút lại thả thêm sáu quả mìn khác ngay bên trên mục tiêu. Một vụ nổ dữ dội dưới nước xảy ra khiến phòng động cơ phía sau của Gilmore bị hư hại nhẹ, khi chiếc tàu ngầm Nhật Bản I-180 tải trọng 1.630 tấn thuộc lớp Kaidai bị đắm tại tọa độ 50°10′B 155°40′T / 50,167°B 155,667°T.
Gilmore đi đến Kodiak vào ngày 29 tháng 4, rồi hộ tống tàu vận tải Lục quân Otsego quay trở lại Dutch Harbor vào ngày 9 tháng 5. Nó tiếp tục thực hiện thêm chín lượt hộ tống tàu bè đi lại giữa cảng này và Adak, trước khi được điều sang vai trò trạm giải cứu không-biển trợ giúp cho phi công thuộc Không đoàn Hạm đội 4 từ ngày 1 đến ngày 4 tháng 7. Quay trở lại nhiệm vụ hộ tống vận tải, nó hộ tống cho 14 đoàn tàu chuyển quân đi đến các đảo Kodiak, Adak, Attu, Kiska và Amchitka cho đến ngày 8 tháng 9, rồi tuần tra canh phòng máy bay phục vụ cho Không đoàn Hạm đội 4 tại khu vực phía Tây Attu cho đến ngày 1 tháng 10. Con tàu lại tiếp nối vai trò hộ tống vận tải giữa nhiều cảng Alaska và Aleut cho đến đầu năm 1945.

### Tây Thái Bình Dương, 1945
Gilmore khởi hành từ Dutch Harbor vào 13 tháng 1, 1945 để quay trở về vùng bờ Tây, nơi nó được đại tu tại Xưởng hải quân Mare Island cho đến ngày 4 tháng 3, khi nó lên đường hướng sang khu vực quần đảo Hawaii. Nó đi đến Trân Châu Cảng vào ngày 10 tháng 3, rồi khởi hành vào ngày 20 tháng 3 trong vai trò soái hạm một đoàn tàu vận tải hướng sang Eniwetok thuộc quần đảo Marshall, đến nơi vào ngày 29 tháng 3. Sau khi tháp tùng để bảo vệ cho tàu sân bay hộ tống Long Island (CVE-1) đi đến Apra Harbor, Guam, nó ghé đến Saipan vào ngày 13 tháng 4 để dẫn đường một đoàn tàu Landing Ship, Tank (LST) đi sang Iwo Jima, đến nơi vào ngày 18 tháng 4.
Sau khi cùng tàu khu trục Cassin (DD-372) hộ tống hai tàu buôn đi Guam, Gilmore rời Saipan vào ngày 1 tháng 5 cùng một đoàn tàu đổ bộ khác và đi đến ngoài khơi Iwo Jima vào ngày 4 tháng 5. Được phân công nhiệm vụ tìm kiếm và giải cứu, ngay chiều hôm đó nó đã tiếp cận cách núi Suribachi 12 mi (19 km) để giải cứu  một phi công lục quân bị rơi máy bay, và đến ngày 10 tháng 5 đã gửi nhân viên y tế sang chiếc Jallao (SS-368) để điều trị cho một phi công được chiếc tàu ngầm giải cứu, rồi hộ tống cho Jallao đi đến cảng Tanapag, Saipan vào ngày 12 tháng 5. Nó được tàu chị em Doherty (DE-14) thay phiên trong vai trò soái hạm đội hộ tống vào ngày 20 tháng 7.
Sau khi hộ tống một đoàn tàu chở quân trong hành trình khứ hồi đến Okinawa từ ngày 22 tháng 7 đến ngày 7 tháng 8, Gilmore tham gia một đội đặc nhiệm tìm-diệt tàu ngầm được hình thành chung quanh tàu sân bay hộ tống Kasaan Bay (CVE-69), và hoạt động truy tìm tàu ngầm đối phương trong phạm vi 250 mi (400 km) về phía Tây Nam Guam. Nó quay trở lại Saipan sau khi hoàn thành nhiệm vụ này vào ngày 17 tháng 8, tiếp tục thực hiện hai chuyến hộ tống vận tải khứ hồi đến Okinawa cho đến ngày 11 tháng 9, rồi làm nhiệm vụ tuần tra ngoài khơi đảo Marcus từ ngày 13 đến ngày 28 tháng 9, trước khi đi đến Apra Harbor, Guam.
Gilmore lên đường vào ngày 12 tháng 10 để quay trở về Hoa Kỳ ngang qua Trân Châu Cảng, về đến San Pedro, California vào ngày 27 tháng 10. Nó được cho xuất biến chế tại đây vào ngày 29 tháng 12, 1945, và neo đậu cùng Đội San Diego trực thuộc Hạm đội Dự bị Thái Bình Dương, cho đến khi bị bán để tháo dỡ vào ngày 1 tháng 2, 1947.

## Phần thưởng[2]
|  |             |  |
|  | Bronze star |  |

| Dãi băng Hoạt động Tác chiến (truy tặng) |                                                                         |                                                                         |                                      |
| Huân chương Chiến dịch Hoa Kỳ            | Huân chương Chiến dịch Châu Á-Thái Bình Dương với 1 Ngôi sao Chiến trận | Huân chương Chiến dịch Châu Á-Thái Bình Dương với 1 Ngôi sao Chiến trận | Huân chương Chiến thắng Thế Chiến II |